# 클라인 4원군
군론에서 클라인 4원군(Klein四元群, 영어: Klein four-group)은 네 개의 원소를 가지고, 순환군이 아닌 유일한 군이다.

## 정의
클라인 4원군은 아벨 군 {\displaystyle \mathbb {Z} /2\times \mathbb {Z} /2}이다.

## 성질
클라인 4원군은 4차 순환군 {\displaystyle \mathbb {Z} /4}와 더불어, 크기가 4인 두 개의 군 가운데 하나이다.
클라인 4원군은 아벨 군이며, 항등원을 제외한 나머지 원소들의 차수(order)는 2차이다.

### 곱셈표
클라인 4원군의 곱셈표는 다음과 같다.
| ×  | 1  | a  | b  | ab |
| -- | -- | -- | -- | -- |
| 1  | 1  | a  | b  | ab |
| a  | a  | 1  | ab | b  |
| b  | b  | ab | 1  | a  |
| ab | ab | b  | a  | 1  |

### 유한체 구조
유한체 {\displaystyle \mathbb {F} _{4}}는 덧셈군으로 간주하였을 때 클라인 4원군과 동형이다. 즉, 클라인 4원군에 곱셈을 정의해, 유한체로 만들 수 있다.

### 자기 동형
클라인 4원군의 자기 동형군은 3차 대칭군 {\displaystyle \operatorname {Sym} (3)}과 동형이다.

## 역사
이 군은 펠릭스 클라인이 1884년에 발간한 책 《정이십면체와 5차 방정식의 해에 대한 강의》(독일어: Vorlesungen über das Ikosaeder und die Auflösung der Gleichungen vom fünften Grade)에서 독일어: Vierergruppe 피러그루페[*]라는 이름으로 언급되었다. 이는 독일어: Vierer 피러[*](4개로 구성된 것) + 독일어: Gruppe 그루페[*](군)의 합성어이다.

## 참고 문헌
1. ↑  Thomas W. Hungerford (1996). 《Algebra》. Springer-Verlag. 29쪽.

## 같이 보기
- 작은 군의 목록
- 사원수군
- 정이면체군